# أنطونيو غوميز (ملاكم)
أنطونيو غوميز (بالإسبانية: Antonio Gómez)‏ مواليد 7 سبتمبر 1945 في فنزويلا، هو ملاكم محترف فنزويلي معتزل كان يصنف ضمن فئة وزن الريشة. حقق بطولة رابطة الملاكمة العالمية.

## إحصائيات
خاض خلال مسيرته 52 نزالا، فاز في 43 وتعادل في 2 وخسر في 7. فاز بالضربة القاضية في 20 نزالا.

## روابط خارجية
- أنطونيو غوميز على موقع بوكس ريك (الإنجليزية) (registration required)